# Стрілецький Єронім
Єроні́м Стріле́цький (Стшелєцький) (хресне ім'я Ілля, 20 серпня 1732, Пляшева, нині Радивилівського району Рівненської області, Україна — 4 жовтня 1804, Відень) — церковний діяч, письменник, ієромонах-василіянин.

## Життєпис
Народився 20 серпня 1732 року в с. Пляшева Брідської округи (за тодішнім адміністративним поділом, Луцького повіту Волинського воєводства, Республіка Обидвох Народів, нині Радивилівського району Рівненської області, Україна) на Волині в сім'ї Івана та Теодори.
У 1753 р. постригся в ченці у Почаївському монастирі. По закінченні богословських студій у Папській Грецькій Колегії святого Атанасія в Римі (1755–1761), отримав священничі свячення 15 лютого 1761 р., а відтак працював місіонером у Замості, а в 1765–1769 рр. викладав богослов'я для василіянських студентів у Підгорецькому монастирі, після чого був магістром новіціяту в Почаєві та цензором книг при монастирській друкарні; з 1776 у Відні — духівник богословської молоді у «Барбареумі» і перший парох (з 1784) церкви святої Варвари та зв'язковий між українськими католицькими ієрархами та Віднем і Римом. Помер у Відні.

## Друковані праці
- «Поученіє о обрядах христіянских» (1768);
- «Epitome historica de origine antiquitate et praesertim de celebratissimo opere coronationis Thaumaturgae in Poczajoviensi monte Imaginis BVMariae» (1773, 1775);
- «Коротка Руська Граматика» польською мовою.
- Багата бібліотека Єроніма Стрілецького стала основою для капітульних бібліотек у Перемишлі та Львові.